# (237360) 4539 T-3
(237360) 4539 T-3 (4539 T-3, 2002 RK228) — астероїд головного поясу, відкритий 16 жовтня 1977 року.
Тіссеранів параметр щодо Юпітера — 3,364.